# Rano Karno
Rano Karno, född 8 oktober 1960 i Jakarta är en indonesisk skådespelare och regissör. Han är son till Soekarno M. Noer, också indonesisk skådespelare.

## Filmografi
- 1996 – Si Doel Anak Sekolahan (tv-serie, även regissör)
- 1991 – Taksi 2
- 1990 – Suamiku Sayang
- 1987 – Bilur-Bilur Penyesalan
- 1986 – Di Dadaku Ada Cinta
- 1982 – Aladin dan Lampu Wasiat
- 1972 – Si Doel Anak Betawi